# ۱۰۲۰ (خورشیدی)
۱۰۲۰ هزار و بیستمین سال هجری خورشیدی است.